# Konvoischifffahrt
Die Konvoischifffahrt war eine Form der Schifffahrt zum Schutz vor Angriffen auf die Handelsschifffahrt und versuchte dadurch das Risiko gegenüber so genannten Einzelfahrern, Schiffen die einzeln unterwegs sind, zu verringern. Sie konnten von der Kaufmannschaft selbst organisiert sein oder von staatlicher Seite angeboten werden. Aus dieser Organisation oder dem Bedarf danach entwickelte sich die Fahrt in einer Admiralschaft und in Deutschland die Admiralitäten von Hamburg, Bremen und in Brandenburg. Die Bewaffnung wurde überwiegend von der Kaufmannschaft selbst gestellt und konnte zusätzlich vom Staat gemietet werden.

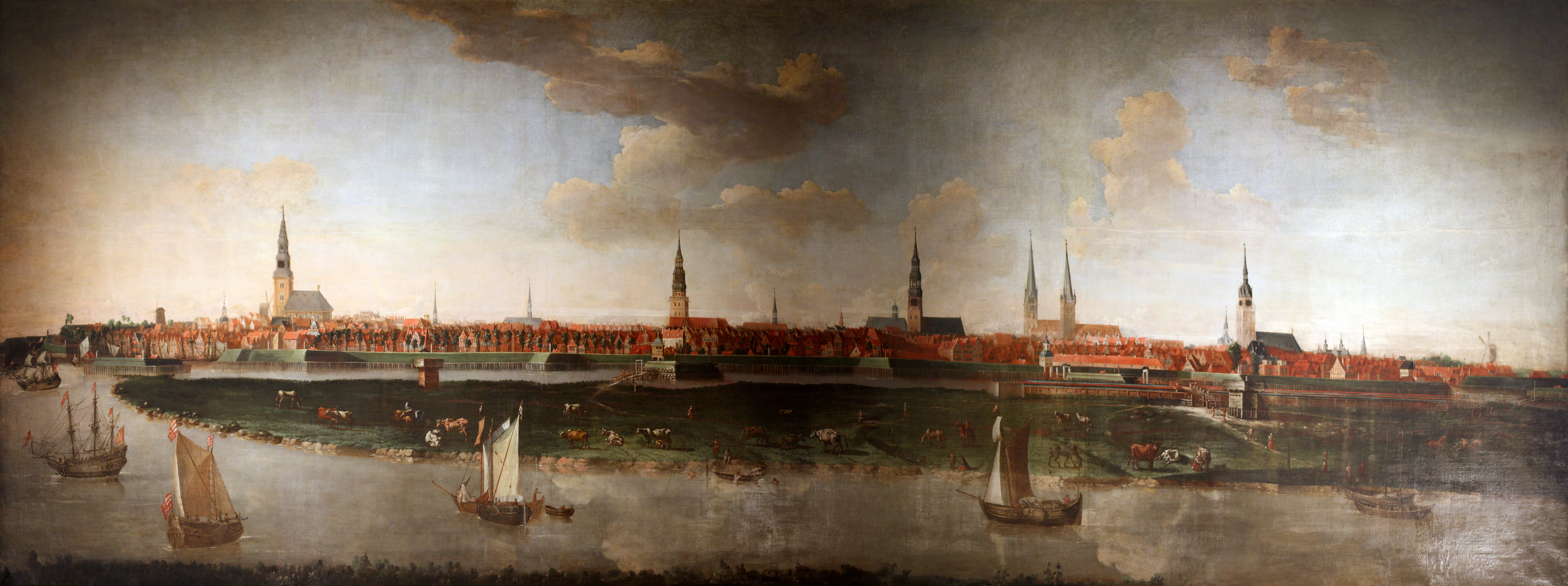
Joachim Luhn: Stadtansicht Hamburg von 1681. Am linken Bildrand ein privates Konvoischiff der Freien und Reichsstadt Hamburg

## Begriff und Umfeld
Eine allgemeingültige Definition des Begriffs Konvoischifffahrt oder Konvoischiff bzw. Convoyer (auch bekannt in der Schreibweise Konvoier) ist nicht möglich. Je nach Epoche und Revier gab es unterschiedliche Ansprüche an einen Konvoi. Es konnte ausreichen, dass das größte Schiff des aus Handelsschiffen bestehenden Konvois als Konvoier auserkoren wurde. Es war möglich, dass das Schiff des zum Admiral ernannten Kapitäns zum Konvoier wurde, oder auch, dass die Stadt oder Herrschaft bestimmte, welches Schiff zum Konvoier wird. Zudem kann die Benennung zeitlich befristet, einmalig oder auch dauerhaft gewesen sein. Die Begriffsbestimmung wird dadurch erschwert, dass es keine wissenschaftlichen Untersuchungen zum Gesamtaspekt Konvoischifffahrt gibt. Stattdessen sind eine Vielzahl an Einzelaspekten behandelt worden und dies aus unterschiedlichen Blickrichtungen. Meist werden die militärischen Bedeutungen der Moderne behandelt, seltener die Auswirkungen der Organisation der Konvoischifffahrt auf staatliche oder städtische Strukturen früherer Zeiten.
Betrachtet man sich alle Elemente der Konvoischifffahrt, könnte man diese beschreiben als genossenschaftliche Organisation von Handelsschiffen gegen Gefährdungen auf der gemeinsamen Fahrt zu einem gemeinsamen Ziel.
Ein preußischer Generalleutnant und Militärschriftsteller beschrieb die Schiffe, die im damaligen Sprachgebrauch als „Convoyer“ bezeichnet wurden, in seinem 1774 erschienenen navalen Militärlexikon wie folgt:

„Convoyer: So nennt man die Kriegsschiffe, die die Kauffahrer begleiten. Man pfleget auch in Friedenszeiten denen Kauffahrern, die zusammen auf weite Reisen oder Fischereyen gehen solche bey zu geben; welche sie bedecken, und vor den Seeräubern oder auch dem Feinde schützen. Zuweilen sind sie vornehmlich nur zur Erhaltung und zu Verhütung der Neckereyen von andern zugeordnet. Das Kriegsschiff, welches diesen Auftrag hat, führet den Befehl über die Kauffahrer, richtet ihren Marsch ein, nöthiget sie, sich einander zu helfen, läßt sich von ihnen täglich Bericht erstatten, holet Nachrichten von der Beschaffenheit der See und des Landes ein. Es verscheucht die Schwachen, und schafft, wenn er sich mit größeren schlagen muß, dadurch den Bedeckten Gelegenheit, in den nächsten Sicherheits-Ort zu kommen. Wenn es bey diesen Bedeckungen wie bey denen zu Lande zugehet, daß der angegriffene selten ohne Nachteil davon kommt, so hat es einerley ursachen.“

Mitte des 19. Jahrhunderts wurde der Begriff Convoy noch weiter gefasst. Man verstand darunter:
1. eine Begleitung zur Ehre oder zum Schutz (speziell Convoyer für einen bewaffneten Begleiter, besonders eines Postwagens);
2. einen abgesicherten Transport von Lebensmitteln oder Kriegsmaterial;
3. eine Handelsflotte mit den sie begleitenden Kauffahrzeugen (bzw. die Kauffahrzeuge allein);
4. bei Eisenbahnen jeden zusammenhängenden Wagenzug.

## Entwicklung

### Mittelalter

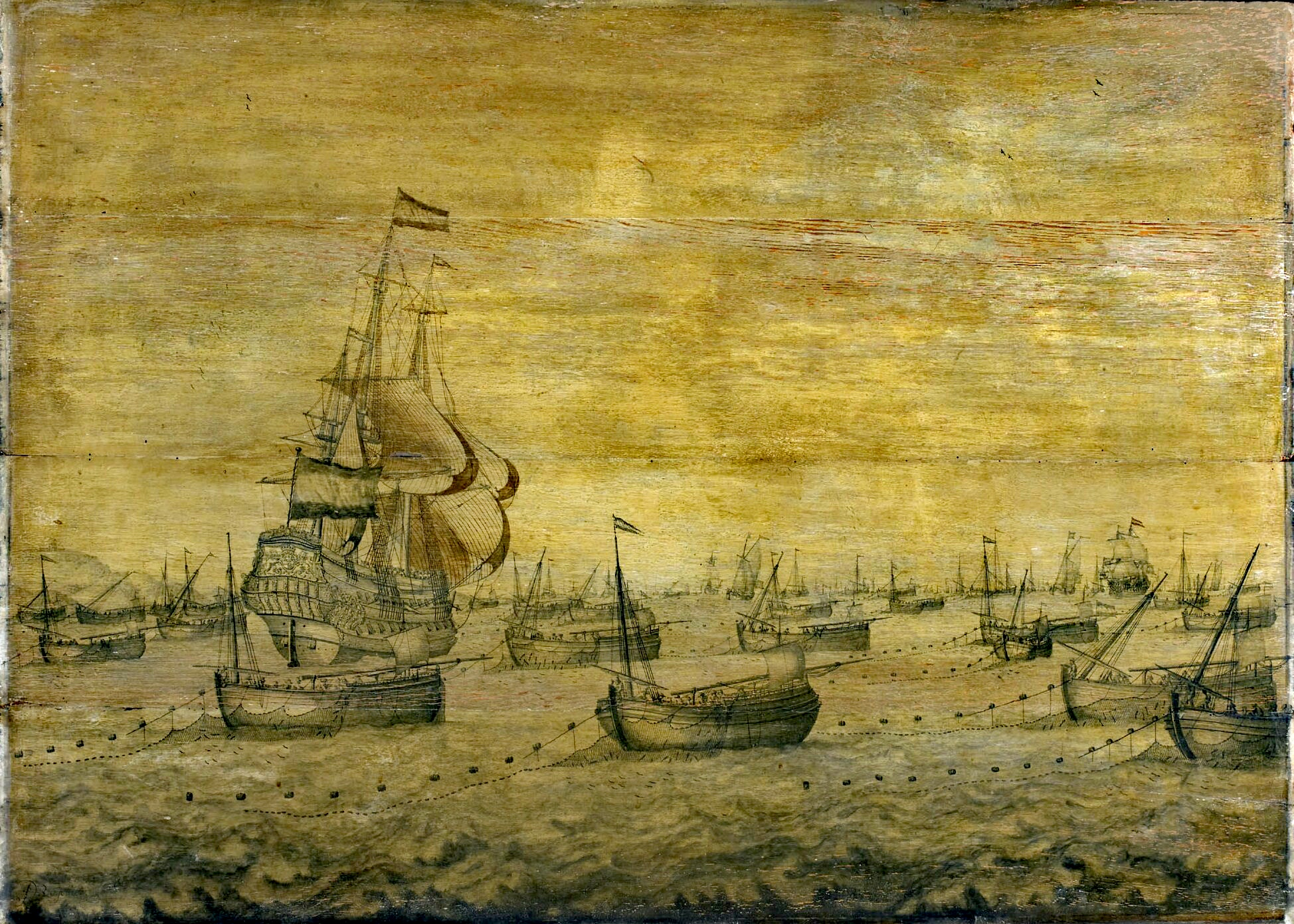
Niederländische Fischereiflotte mit Konvoischiffen; um 1700, Pieter de Vogelaer (1641-ca. 1725)

Inwieweit bei bekannt gewordenen gemeinsamen Fahrten von Händlern bereits von einem Konvoi gesprochen werden kann, ist ungewiss. Sicher ist allerdings, dass bereits die Städte der Hanse verschiedene Formen des Schutzes des Handels anwandten. Neben dem direkten Schutz der Schiffe gab es den Schutz ganzer Seegebiete vor feindlichen Übergriffen. Für die Fahrt im Konvoi wurden von der jeweiligen Stadt Söldner oder Stadtknechte gemietet und auf ausgewählte Fahrzeuge geschickt. Es gab auch Vorschriften, die verlangten Waffen und Personal im Verhältnis zur Schiffsgröße an Bord vorzuhalten. Die Größe der Besatzungen der mittelalterlichen Handelsfahrzeuge ist meist größer als der seemännische Bedarf. Deshalb wird davon ausgegangen, dass ein Teil als bewaffnetes Personal eingeplant ist. Im Zuge der Kriege im Nord- und Ostseeraum haben alle am Handel Teilnehmende eigene Formen des Handelsschutzes entwickelt. In den Niederlanden haben sich Städte die Kosten für die Ausrüstung von Vreedscipen („Friedeschiffen“) zur Hälfte geteilt.
Nach der spanischen Eroberung der Neuen Welt gelangte die gewaltige Beute oft nur in einzelnen Schiffen nach Europa. Dies führte zu Begehrlichkeiten europäischer Kaperer. Zusätzlich zwangen die Wetterverhältnisse in der Karibik zu einer saisonalen Schifffahrt nach Europa. Diese führte zu den Konvois spanischer Galeonen, um die Verluste für die spanische Krone zu mindern. Dies hatte auch den Effekt, dass man die Ladung, die Schiffe und Besatzungen durch königliche Angestellte besser kontrollieren konnte.
Aber nicht nur für den Schutz von Handelsschiffen wurden Kriegsschiffe ausgerüstet. Auch für die Fischereiflotten war der Schutz notwendig. Gerade die niederländische Fischerei, die oft direkt vor der englischen Küste ihre Netze legte, war anfällig für jeden überraschenden Überfall. Ebenso war die flandrische Küste ein beliebter Fangplatz für Fischer und Kaperer. Deshalb hatten die Admiralitäten der Niederlande regelmäßig zum direkten Schutz der Fangflotten Kriegsschiffe zu stellen. Diese waren kleine bis mittlere Kriegsschiffe und speziell für diesen Dienst gebaut und ausgerüstet worden.

### Frühe Neuzeit am Beispiel der Freien Reichsstädte Hamburg und Bremen

#### Freie Reichsstadt Hamburg

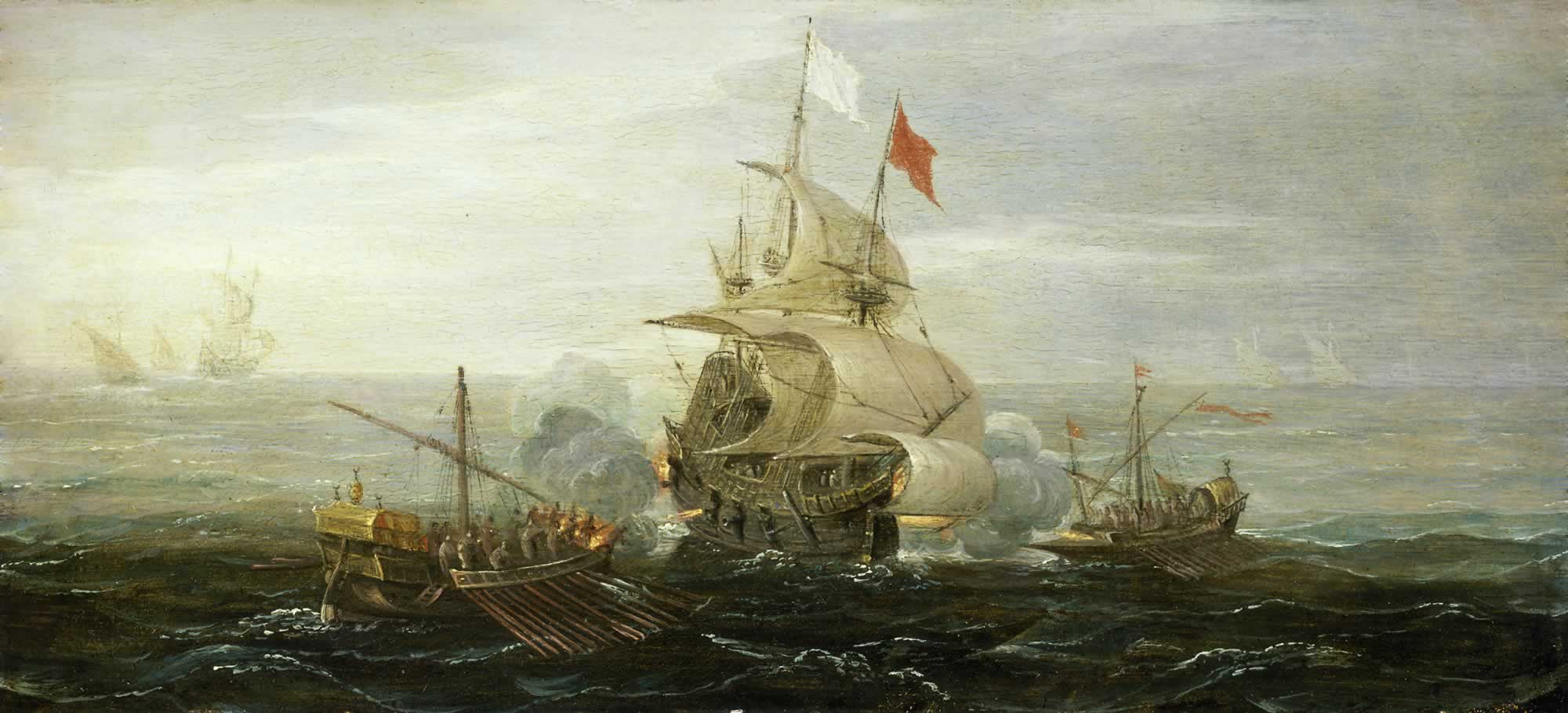
Französisches Schiff im Gefecht mit Galeeren der Barbaresken-Korsaren, Gemälde von Aert Anthonisz (1579–1620). Überfälle auf Händlerschiffe waren ein weit verbreitetes Problem damaliger Zeit

Hamburg gewann nach dem Machtverfall der Hanse im 16. Jahrhundert zunehmend an wirtschaftlicher Bedeutung. Durch Zuwanderung und damit verbundenem Zugewinn an Handelspartnern wuchs die Freie Reichsstadt Hamburg Mitte des 17. Jahrhunderts neben London und Amsterdam zu einem der wichtigsten städtischen Handelszentren heran, deren Handelsbeziehungen sich von Grönland bis ins Mittel- und Weiße Meer erstreckten. Wichtigste Anlaufpunkte waren dabei die Iberische Halbinsel, England, das nördliche Eismeer  (mit Bezug zum Walfang) sowie Archangelsk. In der Regel beruhte der Handel auf Gegenseitigkeit, so dass auch ausländische Händler Zugang zum hamburgischen Markt hatten. Die Ausweitung der Handelsbereiche wie auch die gewaltsame Weitung des Einflussbereiches des Christentums insbesondere im Mittelmeerraum führten zwangsläufig zu Konfrontationen. Obwohl die christliche Seefahrt 1571 in der Seeschlacht von Lepanto einen Sieg davontrug, sah sie sich weiterhin verlustreichen Überfällen durch muslimische Korsaren gegenüber.
Diese operierten mit ihren Schiffen von den Barbareskenstaaten aus und setzten den schwerfälligen und oftmals nahezu wehrlosen Händlerkonvois, bestehend in der Regel aus 20 bis 50 Händlerschiffen, schwer zu. Selbst eine Ausstattung von Händlerschiffen mit Kanonen (sog. bewaffnete Handelsschiffe) konnte daran nicht viel ändern, da die ladungsbedingte Schwerfälligkeit der Händler blieb. Die Schiffe wurden als Prisen genommen, die Ladungen beschlagnahmt und die Schiffsbesatzungen oftmals versklavt oder bis zur Zahlung eines Lösegeldes unter schlimmsten Bedingungen festgesetzt.
Zum Rückkauf der eigenen in Gefangenschaft geratenen Kapitäne und Steuerleute riefen Schiffer und Steuerleute in Hamburg die „Casse der Stücke von Achten“ ins Leben, eine Lösegeldversicherung, die als Basis für Lösegeldzahlungen diente. Damit auch diejenigen zurückgekauft werden konnten, die sich Beiträge in diese Versicherung nicht leisten konnten, wurde 1623 in Hamburg die Sklavenkasse gegründet, die sich aus Pflichtbeiträgen von Reedern und Schiffsmannschaften sowie Zuschüssen aus staatlichen Organisationen und der Admiralitätssteuer zusammensetzte. Da die Gelder aber nicht ausreichten, wurden auch in den Kirchen Sammelbecken aufgestellt und zudem Haussammlungen organisiert.
Im Verlauf des 17. Jahrhunderts weiteten die Korsaren ihren Operationsradius schließlich sogar vom Mittelmeer über Gibraltar und den Ärmelkanal hinaus bis zur Elbmündung aus. England, Frankreich und die Niederlande versuchten von 1665 bis 1687, den Überfällen mit Strafexpeditionen entgegenzutreten – Hamburg waren solche Aktionen nicht möglich, da die Stadt anfangs keine eigenen Kriegsschiffe besaß.
Als Folge der Weitung des Operationsgebietes der Korsaren geriet die Versorgung Hamburgs vom Seewege aus teilweise ins Stocken, so dass es phasenweise in der Stadt sogar zu Warenengpässen kam.
Zudem wurden auch vermehrt christliche kriegsführende Länder zum wirtschaftlichen Problem für  Hamburg.
→ siehe hierzu die Hauptartikel:
- Pfälzischer Erbfolgekrieg (1688–1697)
- Englisch-Spanischer Krieg (1727–1729) und
- Österreichischer Erbfolgekrieg (1740–1748)

So entsandte Frankreich von Dünkirchen aus vermehrt Kaperschiffe, um die hamburgischen und niederländischen Grönlandfahrer, die Waren aus dem Wal- und Robbenfang transportierten und in Hamburg verarbeiteten, abzufangen.

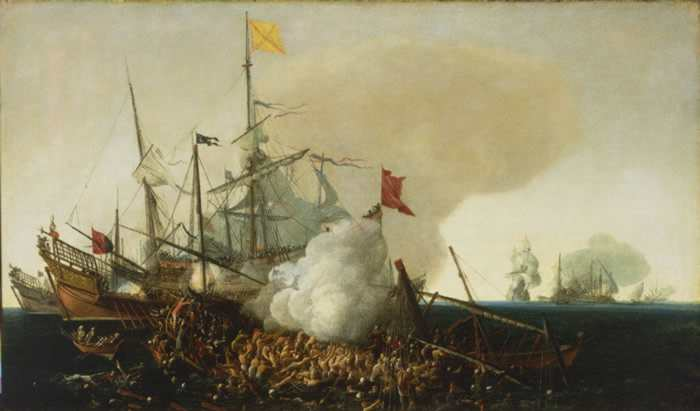
Spanisches Kriegsschiff im Gefecht mit Barbaresken-Korsaren, Gemälde von Cornelis Vroom, 1615

Auch andere Betroffene wie die Staaten der Niederlande, England, Frankreich, Norwegen und Dänemark, aber auch die Hansestadt Bremen und Brandenburg-Preußen hatten auf ihren Handelsrouten mit Piraterieproblemen zu kämpfen und gewährten als Gegenmaßnahme ihren Händlern Geleitschutz durch Begleitung der Händlerkonvois mit Kriegsschiffen.
Hamburgs Machthaber wollten sich ihre wichtige Stellung im internationalen Handelsgeschehen möglichst nachhaltig sichern und entschlossen sich, ebenfalls ihre Händlerkonvois zu beschützen und einen Geleitschutz durch die sogenannten Konvoischiffe („Convoyer“) zu organisieren, um derartige Überfälle zukünftig abzuwehren.
Da Hamburg im 17. und 18. Jahrhundert stets bemüht war, sich und seine Einwohner aus für den Handel schädlichen kriegerischen Konflikten herauszuhalten und eine möglichst neutrale Position gegenüber Konfliktparteien zu beziehen, wurde ausdrücklich die Bezeichnung „Kriegsschiff“ vermieden. Stattdessen wurde offiziell die Bezeichnung „Konvoischiff“ bzw. „Stadtkonvoischiff“ verwendet, die einen eher passiven und auf Verteidigung denn auf Angriff ausgelegten Schiffstyp bezeichnen sollte. Faktisch kann man diese Schiffe jedoch durchaus als Kriegsschiffe bezeichnen, da sie schwerpunktmäßig zur Waffenführung konstruiert wurden.
Bei den hamburgischen Konvoischiffen handelte es sich um Kriegsschiffe mit permanentem Geleitschutzauftrag, die von 1669 bis 1747 die hamburgische Konvoischifffahrt beschützten und den Handel von und nach Hamburg sicherten und somit Hamburgs Stellung als Handelsmetropole nachhaltig festigten.
Beeinflusst durch verschiedene Faktoren stellte Hamburg die Konvoibegleitung durch eigene Schiffe gegen Mitte des 18. Jahrhunderts ein. So schlossen einige europäische Staaten (z. B. England) Verträge mit den Barbareskenstaaten ab, die vor Übergriffe durch Piraten schützen sollten. Hamburg konnte sich solche Verträge finanziell nicht leisten. Im Umkehrschluss kamen hamburgische Händlerkonvois nicht mehr zu Stande, da sich die Händler auswärtigen Konvois anschlossen, die über ebensolche „Türkenpässe“ verfügten. Zudem begünstigte eine spätere Handelsbeziehung zu Frankreich den Hamburger Handel, da Frankreich die Händlerschiffe mit eigenen Kriegsschiffen sicherte.
| Italien | Iberische Halbinsel | England | Nördliches Eismeer | Archangelsk |
| ------- | ------------------- | ------- | ------------------ | ----------- |
| 3       | 65                  | 29      | 26                 | 15          |

Hamburgische Konvoischiffe haben zwischen 1665 und 1747 insgesamt diese 138 Reisen (siehe Tabelle) begleitet.
Eine endgültige Eindämmung der Piraterie insbesondere im westlichen Mittelmeerraum konnte mit der Besetzung Nordafrikas durch Frankreich im Jahr 1830 erreicht werden, so dass eine Konvoibegleitung obsolet wurde und eigentlich nur noch zu Kriegszeiten praktiziert wurde.

Schiffsmodelle von hamburgischen Konvoischiffen (Auswahl)
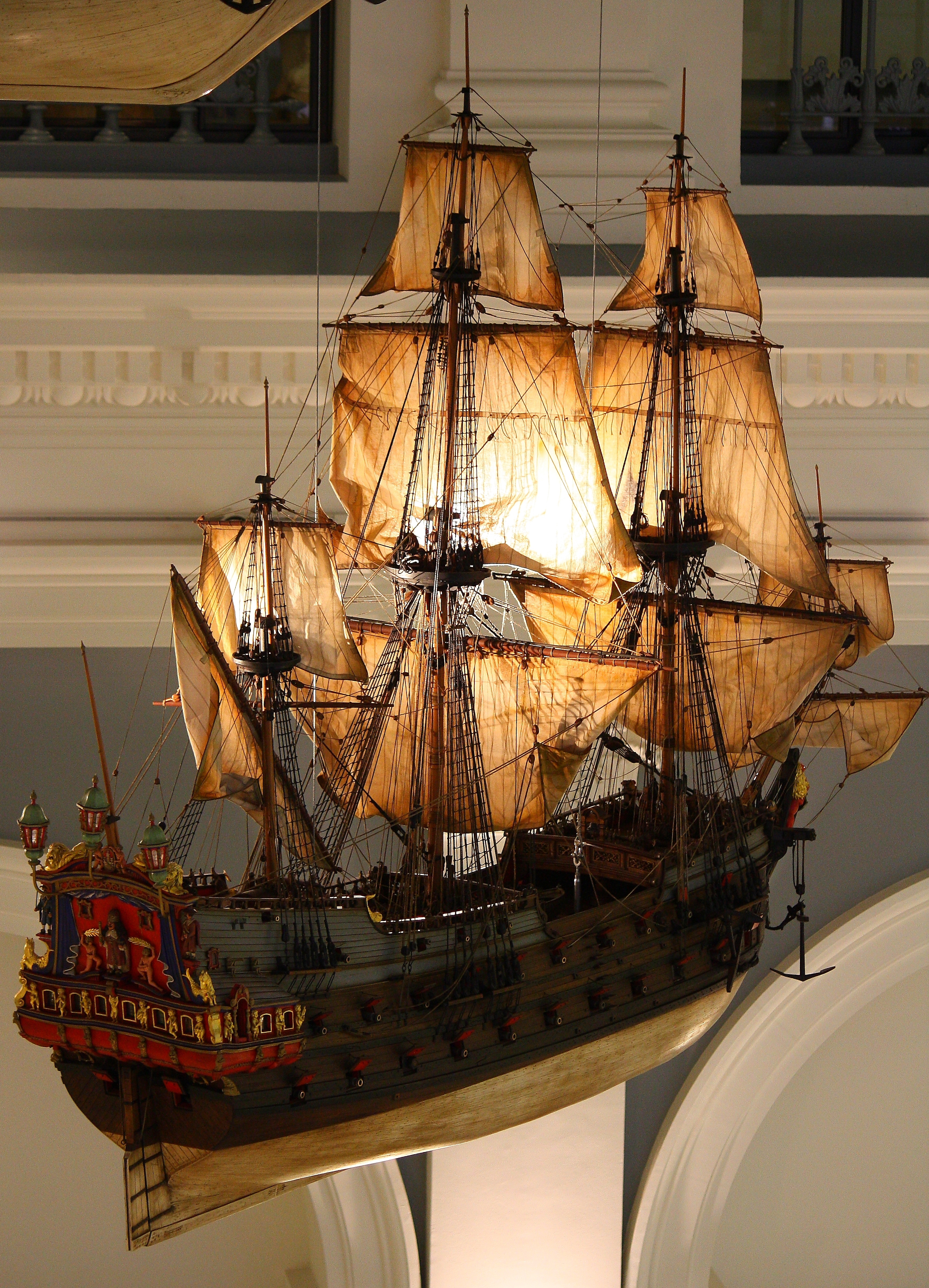
Leopoldus Primus
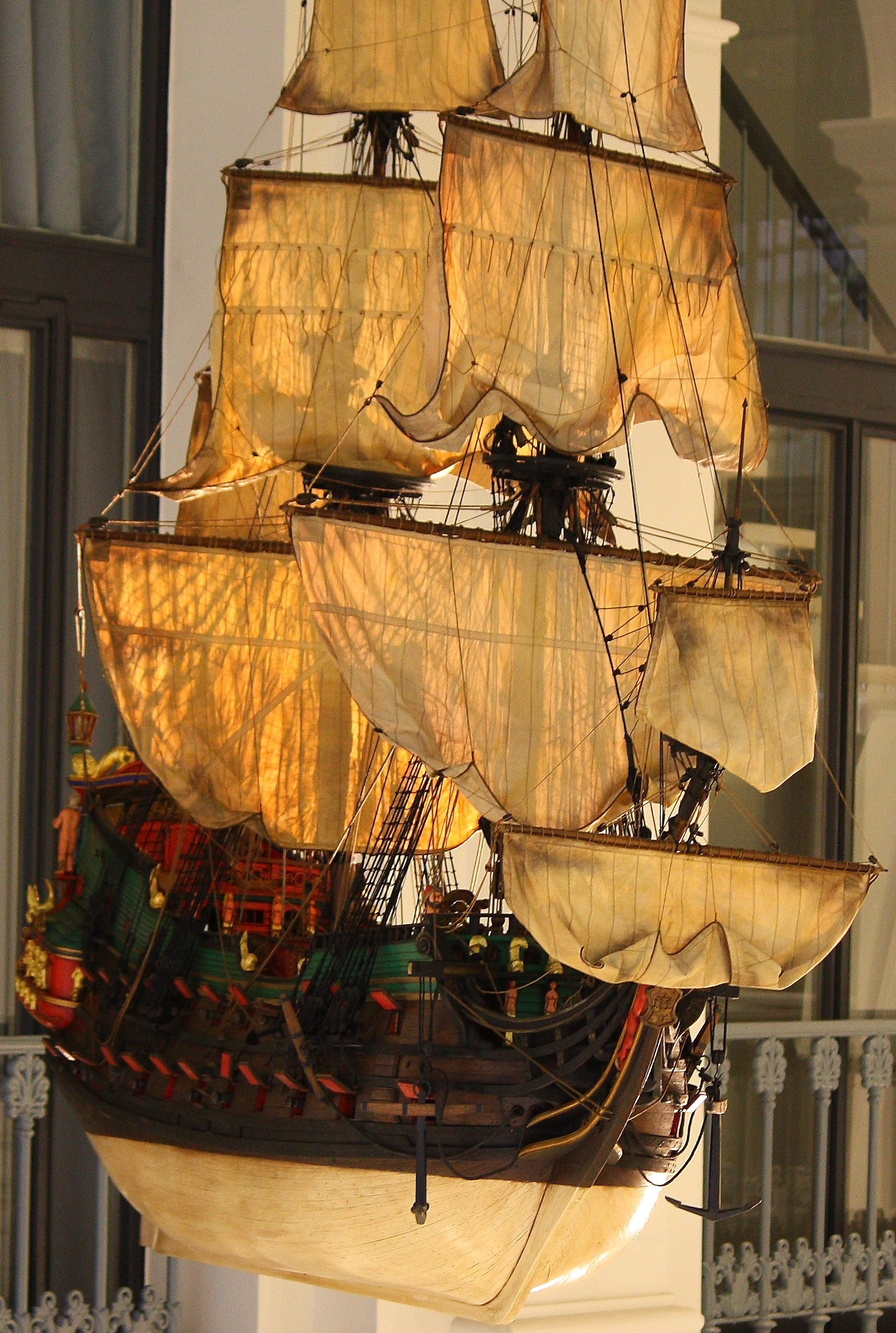
Wapen von Hamburg (I)
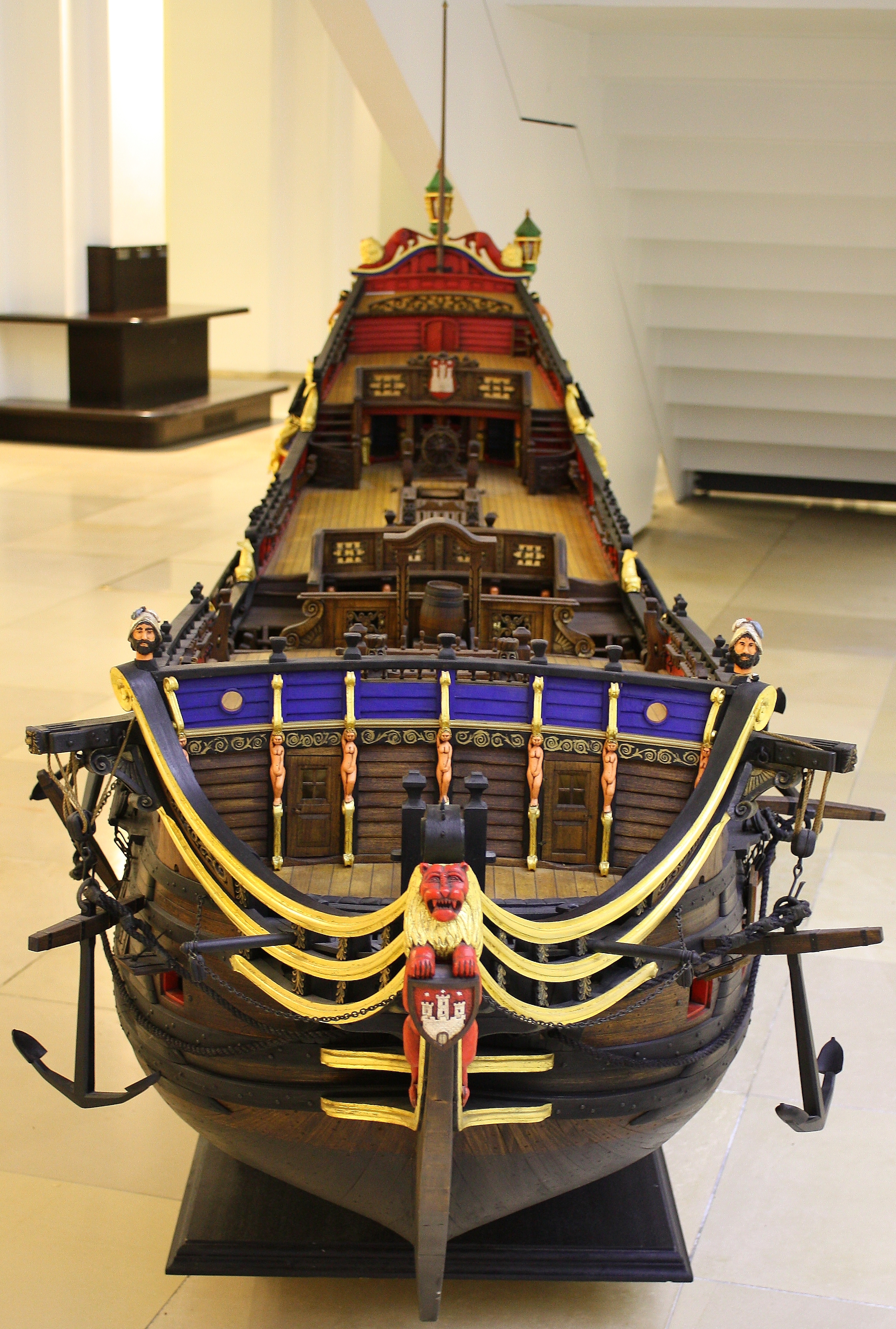
Wapen von Hamburg (II)
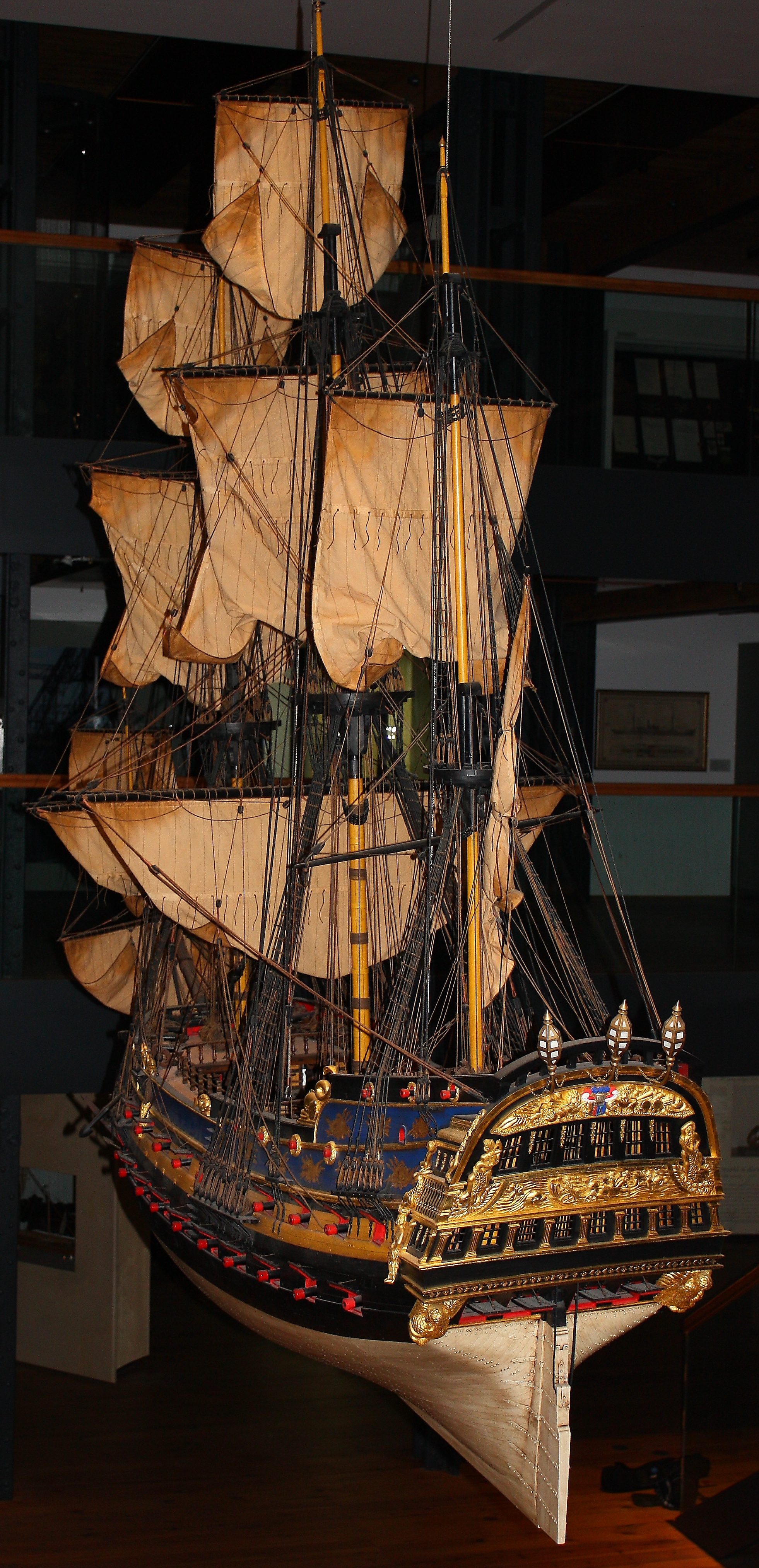
Wapen von Hamburg (III)

#### Freie Reichsstadt Bremen

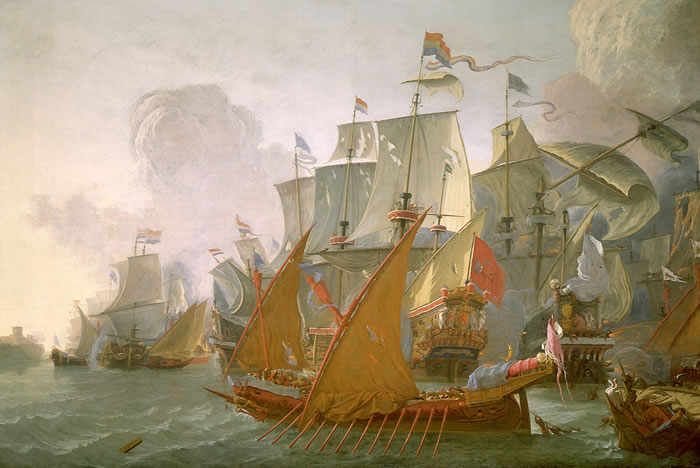
Niederländische Schiffe während einer Strafexpedition in einem Gefecht gegen Barbaresken-Korsaren um 1670; Gemälde von Lieve Pieterszoon Verschuier

Bremen verlor nach dem Niedergang der Hanse zwar an Bedeutung, unterhielt aber weiterhin enge Handelsbeziehungen nach England. Nachdem der Bremer Rat im 15. bis 17. Jahrhundert immer wieder kleinere Schiffe zum Schutz der Gewässer der Weser und der Wesermündung eingesetzt hatte, wurde mit Beginn des Pfälzischen Erbfolgekriegs (1688–1697) die Ausrüstung von größeren hochseetauglichen Konvoischiffen notwendig, da der Seehandel in der Nordsee von französischen Kriegs- und Kaperschiffen bedroht wurde. Bereits 1689 hatten deshalb die „Elterleute des Kaufmanns“ ein von Bremer Kaufleuten privat finanziertes Konvoischiff, die Fregatte Goldener Löwe, ausgerüstet und auf der England-Route eingesetzt. Es zeigte sich jedoch schnell, dass dieses Schiff zu klein war, um den Handel auf dieser wichtigen Strecke dauerhaft zu sichern. Die Kaufmannschaft bat deshalb den Rat, ein größeres und besser bewaffnetes Schiff für diesen Zweck abzustellen. Am 17. Dezember 1690 beschloss der Rat daraufhin, dass
„nur ein, jedoch tüchtiges und zur defension capables Schiff ehistens erkauffet und angeschaffet“
werden solle. Anfang 1691 wurde sodann auf Kosten der Konvoikasse mit der Wappen von Bremen ein stärkeres Konvoischiff angeschafft und ausgerüstet. Gemäß Verfügung des Rates sollte das Schiff
„hauptsächlich zur sicherheit der Engelschen negotien“ bestimmt sein und „zu keinem andern Zweck, wodurch jener einigermaßen verhindert oder troubliret werden kann, gebrauchet und employret werden“.

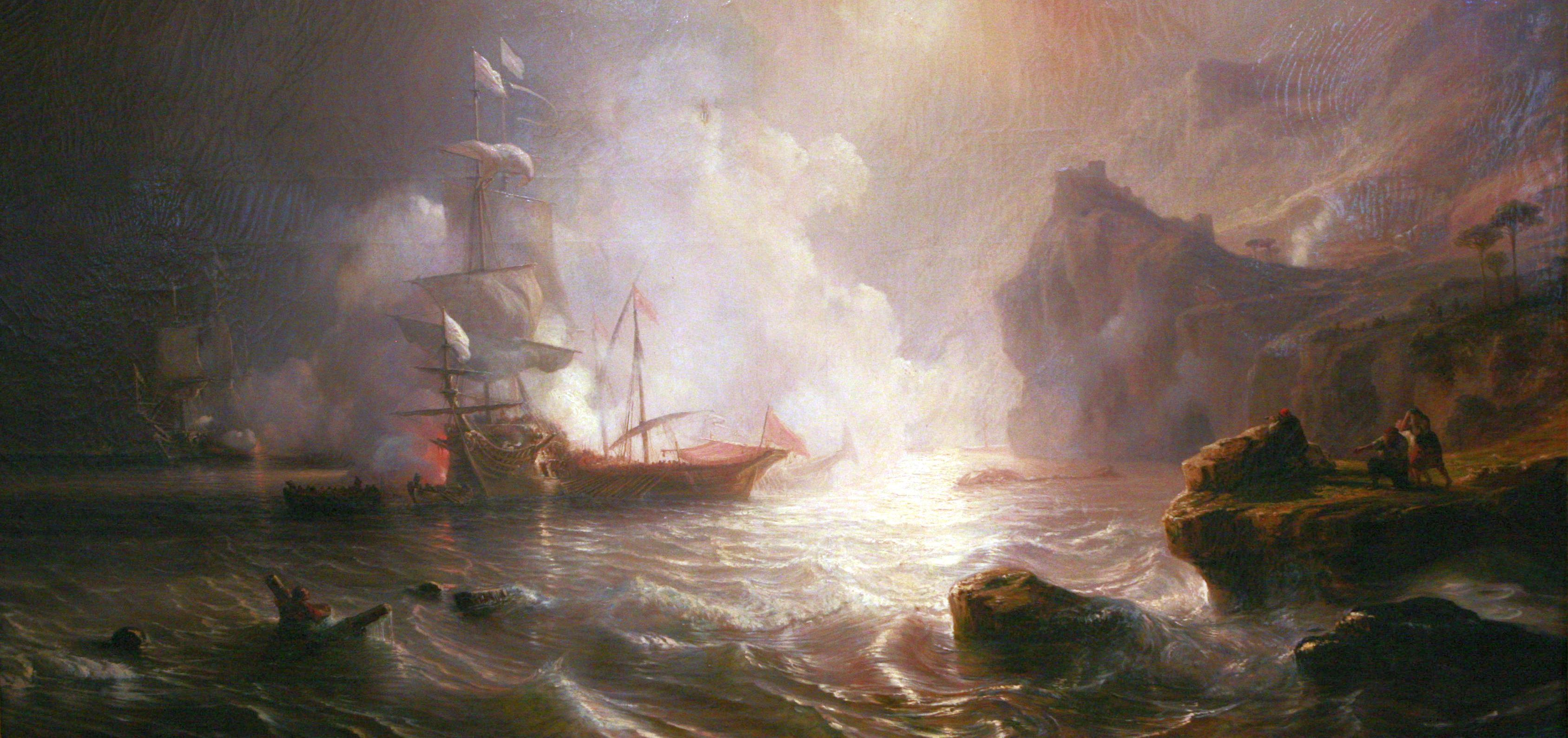
Französisches Linienschiff wird von Korsarengaleeren angegriffen

Es wurde daher vor allem auf der Route des Englandhandels eingesetzt, die von der Weser nach London, Hull, Newcastle und weiter nach Schottland führte, bisweilen wohl aber auch zur Begleitung von Schiffen nach Amsterdam, Bergen oder in die Ostsee. Es wurde zudem festgesetzt, dass nur große Schiffe mit drei Masten unter den Schutz des Konvois gestellt werden sollten, da man befürchtete, dass kleinere Schiffe den Konvoi aufhalten und so insgesamt gefährden könnten.
Nach Ende des Pfälzischen Erbfolgekriegs wurde die Konvoibegleitung ausgesetzt und die Wappen von Bremen vom Rat außer Dienst gestellt und 1698 bei einer Versteigerung für 6000 Taler an die Bremer Kaufleute Daniel Meinertzhagen, Conrad Grelle, Peter Löning, Friedrich Harloch und Genossen verkauft. Als wenige Jahre später mit dem Spanischen Erbfolgekrieg (1701–1714) wieder Gefahr für den Seehandel aufkam, stellte der Rat 1704 ein neues Konvoischiff in Dienst, genannt Roland von Bremen. Im gleichen Jahr rüsteten die Kaufleute, die die Wappen von Bremen erworben hatten, diese ebenfalls wieder zu einem Konvoischiff für eine Fahrt nach Cádiz, Málaga und Alicante auf. Was später mit den Konvoischiffen passierte, ist nicht bekannt.

Schiffsmodelle von bremischen Konvoischiffen (Auswahl)
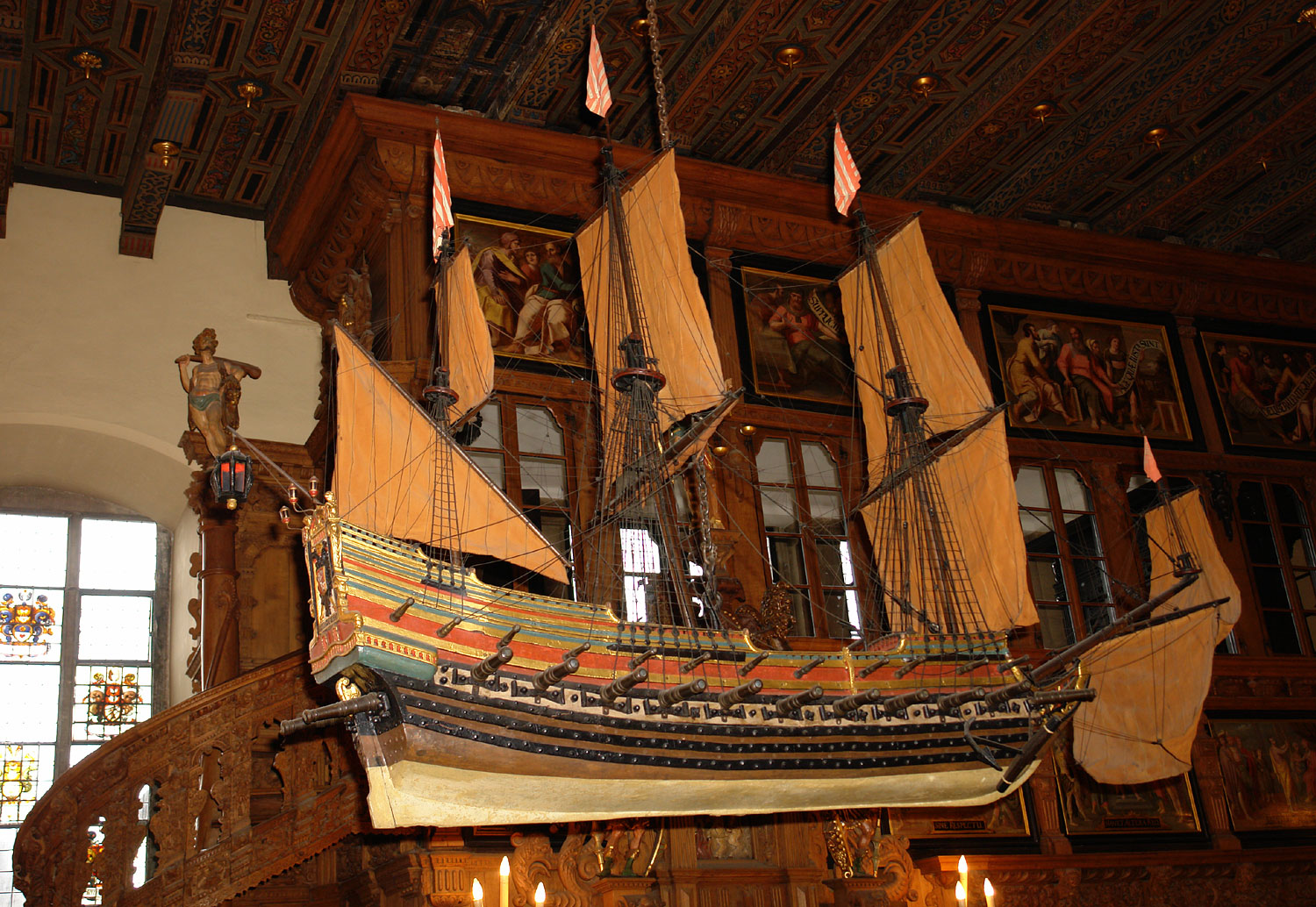
Orlogschiff in der Oberen Rathaushalle